# سیارک ۲۱۴۱۵
سیارک ۲۱۴۱۵ (به انگلیسی: 21415 Nicobrenner، نامگذاری:1998FM70) بیست و یک هزار و چهارصد و پانزدهمین سیارک کشف شده‌است که در ۲۰ مارس ۱۹۹۸ کشف شد.
قدر مطلق سیارک برابر ۱۴٫۶ است.